# Říše Sung (1355–1367)
Říše Sung, plným názvem říše velká Sung (čínsky pchin-jinem Dà Sòng, znaky 大宋), byla jedním z krátkodobě existujících povstaleckých států existujících v Číně během povstání rudých turbanů v závěrečné fázi trvání říše Jüan. Byla vyhlášena roku 1355 jako formální nástupce říše Sung existující v letech 960–1279. Prvním a jediným panovníkem říše Sung byl císař Chan Lin-er. Moc sungského císaře zanikla fakticky roku 1363, kdy ztratil poslední přímo ovládané území, formálně říše trvala do smrti panovníka v lednu 1367.
Sungská vláda kontrolovala část severní Číny, vrcholem její moci byly roky 1358–1359, kdy dobyla Pien-liang (dnešní Kchaj-feng), před staletími hlavní město své jmenovkyně, a ovládala značnou část severní Číny – většinu dnešních provincií Che-nan, Šan-tung a An-chuej. Současně její armády bojovaly v Šan-si, Liao-ningu a vyplenily i Šang-tu severně od Pekingu. Po roce 1359 územní rozsah i síla říše rychle klesaly, vždy dosti nezávislé provincie vláda přestala jakkoliv kontrolovat a postupně pod tlakem jüanských vojsk zanikaly. Od začátku 60. let byla jedinou reálnou silou hlásící se k říši provincie Ťiang-nan v čele s Ču Jüan-čangem, na sungské vládě nezávislá. Ču roku 1363 zachránil císaře Chan Lin-era před nepřáteli a usadil ho s nevelkým dvorem nedaleko Nankingu, svého sídla. V lednu 1367 se Chan utopil v Jang-c’-ťiang při pravděpodobně naaranžované nehodě. Poté se Ču prohlásil i formálně za suverénního vládce a říše Sung zanikla.

## Bílý lotos a povstání rudých turbanů

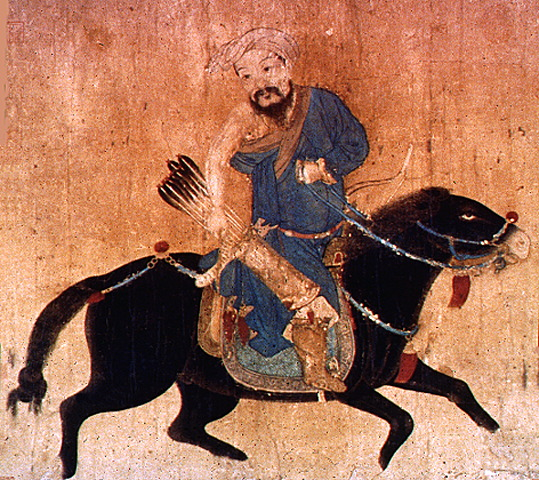
Mongolský lučištník na čínské miniatuře mingské doby. Dnes ve Victoria and Albert Museum, Londýn.

Od konce 13. století se v Číně šířila millenaristická víra postavená na směsici manicheismu a buddhismu, jejímž klíčovým prvkem bylo přesvědčení o nadcházejícím příchodu spasitele – „Krále světla“ (Ming-wang). V severní Číně tuto víru propagovala sekta Bílého lotosu. Začátkem 50. let 14. století stál v jejím čele Chan Šan-tchung, který se za Krále světla prohlásil. Pocházel z rodiny dědičných vůdců sekty z Luan-čchengu na severovýchodě Chu-peje, odkud byl jeho děd vypovězen do Jung-nien na jihu provincie. Rod Chan těžil politický kapitál také z lidové legendy, že jsou dědici sungské dynastie. Chan Šang-tung se prohlašoval za potomka císaře Chuej-cunga (1082–1135) v sedmé generaci.
Zdrojem vojáků pro připravované povstání se stali rolníci sehnaní vládou říše Jüan roku 1351 na opravy hrází a kanálů na řece Žluté řece. Bílý lotos mezi nimi rozvinul agitaci, nicméně před dokončením prací v létě 1351 se k rebelům přidalo jen málo pracovníků. Zalarmované místní úřady však Chan Šan-tunga zatkly, což v Jing-čou v provincii An-chuej vyvolalo 28. května 1351 vzpouru jeho stoupenců. Skupiny rebelů začátkem podzimu 1351 obsadily řadu měst na horním toku Chuaj-che (v jižním Che-nanu) a několikrát porazily místní vládní síly. V čele povstalců nyní stál aktivista Bílého lotosu Liou Fu-tchung. Vojsko rebelů se prohlásilo za „armádu rudých turbanů“ (chung-ťin chun), zkráceně „rudou armádu“ (chung-chun). Její bojovníci si totiž jako odlišující znak vázali kolem hlavy rudé šátky či turbany. Povstalci vyhlásili za svůj cíl obnovení sungské říše, v praxi předčítali sútry lidu a vyčerpávali se půtkami na místní úrovni.
V srpnu 1351 vypukla v Sü-čou, na severu provincie Ťiang-su, další vzpoura vedená Li Erem, zvaným „Sezamový Li“. Brzy se jeho oddíl spojil s armádou Liou Fu-tchunga a on sám se podřídil Liouovi. Na zprávy o úspěšné vzbouře severních Rudých turbanů zareagovali povstáním rebelové i v Chu-peji a Ťiang-si. Chupejští povstalci – jižní Rudé turbany – před koncem roku 1351 založili říši Tchien-wan v čele s císařem Sü Šou-chuejem.
Jüanská vláda v čele s Togtem se po počátečním zmatku a váhání soustředila na zabezpečení Velkého kanálu. V říjnu 1352 Togtovy jednotky znovudobyly Sü-čou a postupovaly dále na jih. Současně reprezentant místní nobility Čagan Temür zorganizoval vlastní vojsko, které vytlačilo rudou armádu z jižního Che-nanu. Ta ustoupila na východ do oblasti kolem An-fengu, Po-čou a Jing-čou na severu An-chueje. V letech 1353–1354 se severní Rudé turbany nijak výrazně neprojevovaly, a proto se jüanské síly věnovaly úspěšným kampaním jinde.

## Vznik a expanze (1355–1359)

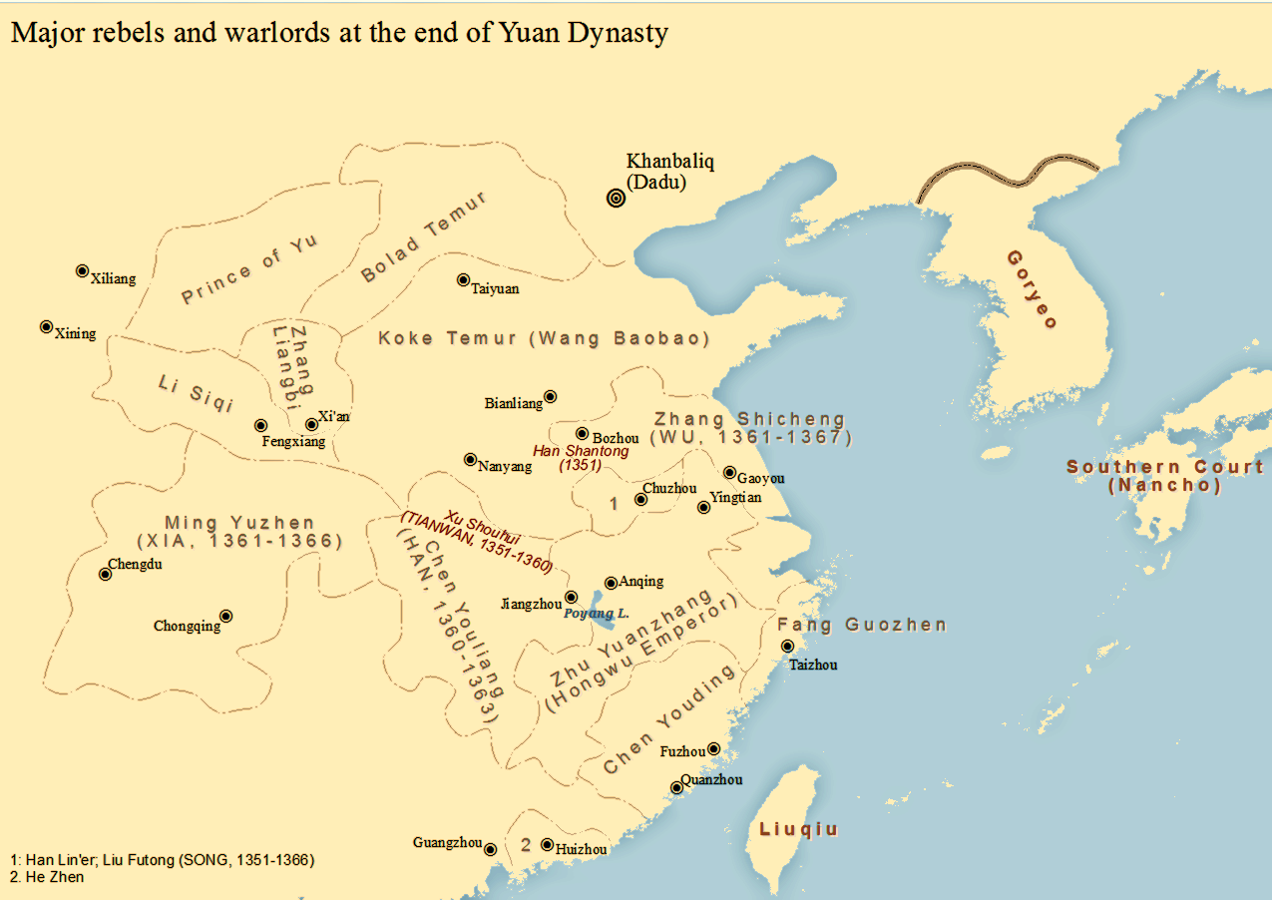
Čína ovládnutá povstalci včetně Rudých turbanů

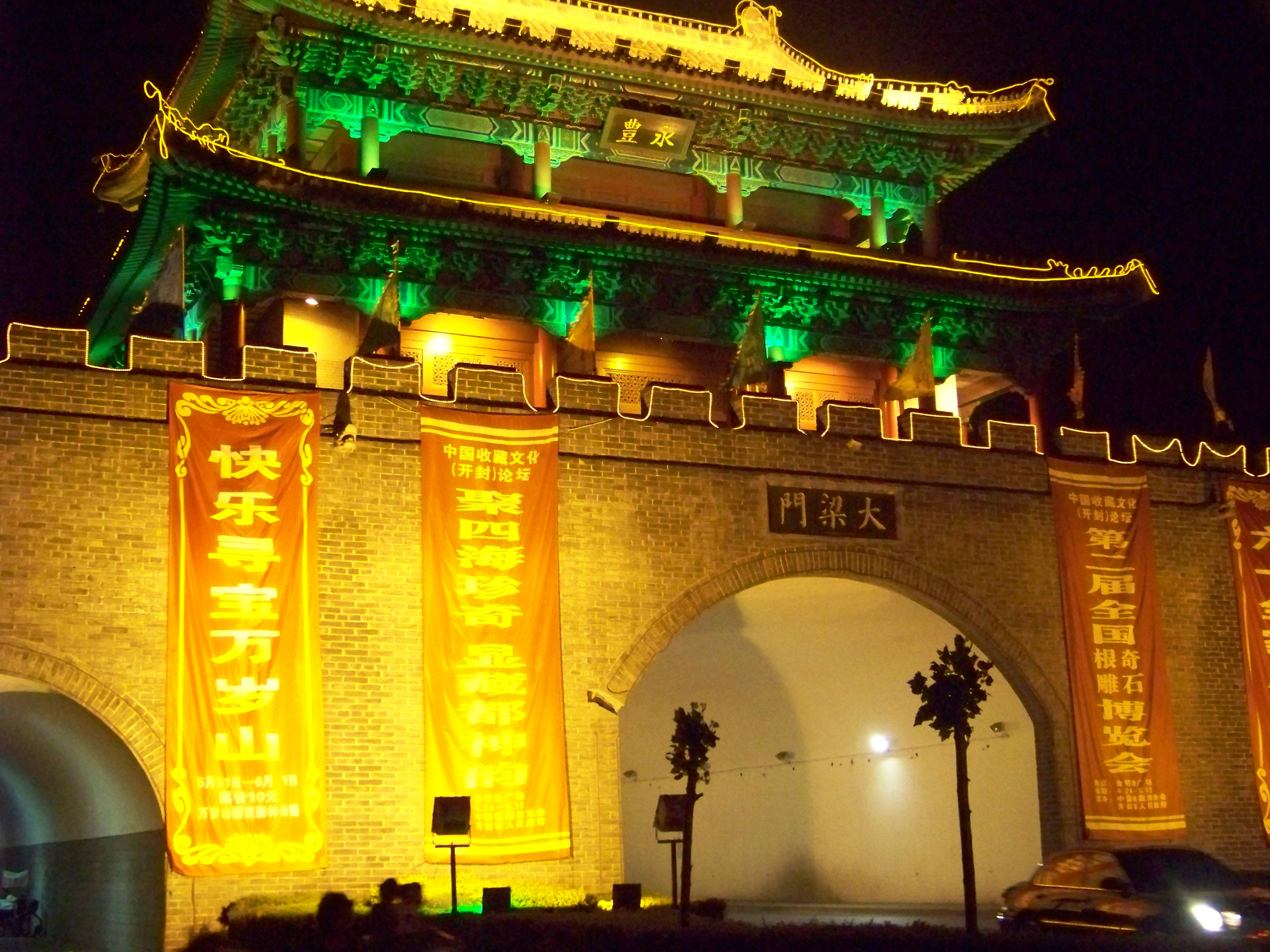
Opevnění Kchaj-fengu, v letech 1358–1359 sungské metropole.

Odvolání Togta a poprava Chan Šan-tunga během několika dní ledna 1355 radikálně změnila situaci. Dosud se skrývající Chan Šan-tungův syn Chan Lin-er v březnu 1355 přijel do Po-čou a byl uveden na trůn říše Velká Sung (Ta Sung), současně byla vyhlášena éra Lung-feng (Draka a fénixe). Jeho náboženský titul byl „Menší král světla“ (Siao-ming wang). Za prvního ministra a faktického pána státu byl vybrán Tu Cun-tao, bývalý úředník jüanského ministerstva války. Téhož roku byl Tu Cun-tao zavražděn Liou Fu-tchungem, který zaujal jeho místo.
Ještě roku 1355 se část bývalých Kuo C’-singových rebelů, tehdy v Che-čou, spojila s Tu Cun-taem a podřídila se Sungům ve snaze ochránit se před útoky jiných skupin, Ču Jüan-čang byl tehdy potvrzen jako třetí v její vedení. V létě 1355 překročila řeku Jang-c’-ťiang a následující rok, už pod Ču Jüan-čangovým vedením, dobyla Nanking a rozšiřovala svůj vliv dále na jih. Současně sungští velitelé Li Wu a Cchuej Te zaútočili ze Siang-jangu na východní část údolí řeky Wej v Šen-si.
Ve srovnání s počátkem 50. let byli povstalci o poznání lépe organizovaní a disponovali víceméně regulérními vojenskými jednotkami. Roku 1356 Liou Fu-tchung inicioval sérii nájezdů s dalekým dosahem – v průběhu let se sungské oddíly dostaly na západ do Šen-si, na sever k letnímu hlavnímu městu Šang-tu, na východě až k Pchjongjangu v Koreji. Tyto akce byly dílem volně připojených povstaleckých skupin uznávajících autoritu sungského režimu. Na osvobozených územích vytvořila sungská vláda v letech 1356–59 celkem pět provincií. Nejschopnějšími administrátory byli Mao Kuej, který zformoval funkční správu v Šan-tungu, a Ču Jüan-čang stojící od roku 1356 v čele provincie Ťiang-nan (na jih od řeky Jang-c’-ťiang). Naproti tomu centrální správa pod Liou Fu-tchungem byla početná, ale nevýkonná. Navíc Liou nebyl schopen koncentrovat síly rebelů, když je rozptýlil v různých směrech.
Roku 1357 se oddíl Mao Kueje neudržel v domovském Liao-tungu a přeplavil se do Šan-tungu, který obsadil až po Velký kanál. Pod dojmem z Maových úspěchů jüanský velitel západního Šan-tungu Tchien Feng přešel na sungskou stranu. Liou Fu-tchung zatím obsadil jih hor Tchaj-chang a přilehlé údolí řeky Wej. Další povstalecká skupina takzvaných Zelených turbanů zaútočila ze S’-čchuanu na západní Šen-si.
Léta 1357–1358 byly dobou nejvyššího vzestupu sungské moci. V červnu 1358 Liou Fu-tchung dobyl Pien-liang (dnešní Kchaj-feng), bývalou metropoli Sungů, symbolicky i prakticky nesmírně důležitou. Poté vyslal podřízené velitele do útoku v An-chueji, Šan-tungu a nejlepšího z nich, Mao Kueje, proti jüanskému hlavnímu městu Ta-tu (dnešní Peking). Další velká ofenzíva proběhla v údolí řeky Fen v Šan-si.
Ale Mao byl nucen ustoupit zpět do Šan-tungu. V Šan-si se sungkým oddílům nepodařilo pevněji zakotvit, když se místní sungské vojsko rozpadlo na tři skupiny pohybující se na severu údolí řeky Fen poté, co hlavní část sil v čele s Kuan Tuem zamířila k Šang-tu. Zbytky Zelených turbanů byly zahnány dílem na severovýchod, dílem do S’-čchuanu, kde se poddaly Ming Jü-čenovi formálně podléhajícímu říši Tchien-wan. A Li Wu a Cchuej Te byli zahnáni do hor a nakonec se roku 1361 vzdali místnímu mongolskému veliteli Li S’-čchimu.

## Úpadek (1359–1363)

Čína roku 1360

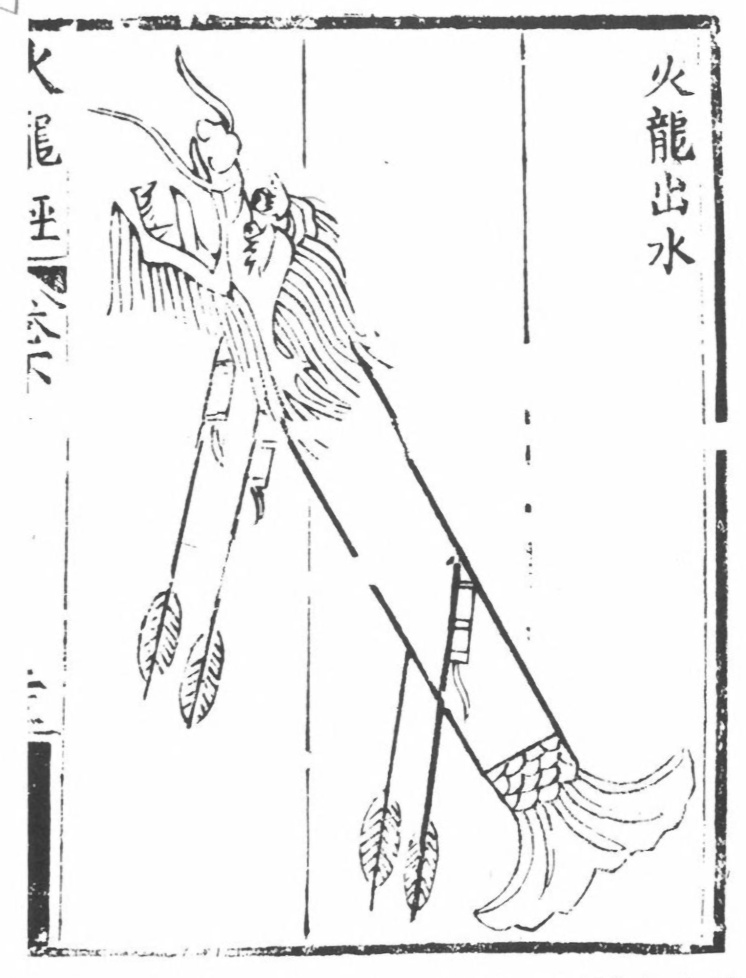
Vícestupňová raketa, po vyhoření prvního stupně „z úst draka“ vyletěl roj malých raket, které zasypaly cíl. Zbraň byla pravděpodobně používána především v říčních a námořních bitvách. Ilustrace z Chuo-lung-ťing, pojednání o raketových a střelných zbraních, 2. polovina 14. století.

Přes formální uznávání Chanovy nadřazenosti, místní velitelé severních Rudých turbanů jednali samostatně a bojovali i mezi sebou. Roku 1359 jistý Čao Ťün-jung vytrhl z Chuaj-anu na sever do Šan-tungu a zavraždil Mao Kueje, načež byl v odvetě zabit. Spory o nástupnictví po Maovi pak paralyzovaly šantugskou provincii sungského státu, čímž byla možnost další ofenzívy proti Ta-tu ztracena.
Poté, co Kuan Tuo v zimě 1359 spálil Šang-tu, postupoval nezávisle na sungské vládě dále na východ a v Liao-jangu spojil se s dalším rebelem Mao Ťü-ťingem. Oba postupně zaútočili na Koreu, Mao roku 1360, Kuan následující rok. Útoky byly neúspěšné, zbytky sungských vojsk se vrátily do Číny roku 1363, kdy se v Liao-tungu byly nuceny vzdát mongolskému ministru Nagačuovi.
Mezitím v září 1359 jüanský vojevůdce Čagan Temür vyhnal Chan Lin-era z Pien-liangu, když využil rozptýlení sungských sil po celé severní Číně a z toho plynoucí relativní slabosti v centru. Chan Lin-erovi a Liou Fu-tchungovi zůstalo pouze několik stovek vojáků, a s celým dvorem přežívali ve strategicky nevýznamném Po-čou a později v An-fengu, na severozápadě An-chueje. Čagan Temür kvůli válce s dalším jüanským vojevůdcem Bolodem Temürem odložil další útok na Sungy až na rok 1361, kdy začal dobývat Šan-tung. Zde uzavřel rebely v I-tu, které padlo po ročním obléhání. Sungská vláda mohla obleženým poslat pouze symbolickou pomoc.
Po ústupu Chan Lin-era z Kchaj-fengu moc sungské vlády rychle slábla a její provincie se o sebe musely postarat samy. Na řadě míst v povodí Chuaj-che se přesto udrželi do konce 50. let, v severozápadním Che-nanu a Šen-si působili v letech 1356–59, dokud je Čagan Temür nevytlačil do S’-čchuanu. I-tu v Šan-tungu ovládali pět let do roku 1362, a v Čacharu a Mandžusku bojovali od roku 1358 do roku 1362 (jako výsledek Maova pokusu o útok na Ta-tu). Po začátku 60. let si severní Rudé turbany udržely význam pouze díky nominální loajalitě Ču Jüan-čanga (jehož Ťiang-nan byl jedinou sungskou provincií, která přežila rok 1362) k jejich vůdci Chan Lin-erovi. Nicméně zatímco v letech 1355–59 říše Sung dominovala severočínské planině a stáhla na sebe pozornost mongolské vlády, ostatní jižněji položené povstalecké státy zesílily a upevnily svou moc.

## Zánik (1363–1367)
V An-fengu sungský režim přežíval do konce února 1363, kdy na něj zaútočila vojska Čang Š’-čchenga ve spojení s mongolskými oddíly. Liou Fu-tchung byl nepřítelem zajat a zabit, Chan Lin-era zachránil příchod armády Ču Jüan-čanga. Ču totiž riskantně vyslal své hlavní síly na sever k An-fengu, přestože byl zapleten do války s Čchen Jou-liangem. A navzdory argumentaci konfuciánského učence a předního člena vlády Liou Ťiho, který varoval, že spojením se sektáři Bílého lotosu Ču ohrozí svou podporu mezi džentry. Mezi Čuovými generály i vojáky ale stále žila propaganda Bílého lotosu a oddanost sungské věci, kterou si Ču nemohl dovolit ignorovat.
Zachráněný císař říše Sung stal čestným zajatcem v Nankingu. Když pak v červnu 1363 Čchen Jou-liang na Čua zaútočil, byl opuštěn plán na oficiální uvedení Chana na trůn a císaře i s dvorem odsunuli do Čchu-čou západně od Nankingu na druhém břehu Jang-c’. Zde žil, dokud se v lednu 1367 při zinscenované nehodě neutopil v Jang-c’-ťiang.

## Dědici
Oblasti severní Číny, která dříve ovládala říše Sung, dobyli projüanští vojevůdci, mezi kterými dominoval Kökö Temür. V čele jediného zbylého území hlásícího se k sungskému císaři, sungské provincie Ťiang-nan, stál Ču Jüan-čang, od roku 1361 s titulem vévody Wu, od února 1364 jako král Wu. V letech 1363–1367 dobyl rozsáhlá území na středním a dolním toku Jang-c-ťiang (říši Chan a království Wu) a získal tak výraznou převahu nad každým soupeřem v boji o vládu nad Čínou. Ču vládl zcela nezávisle, sungský císařský dvůr po roce 1363 nedisponoval žádnou reálnou silou a jím byl plně kontrolován. Po smrti Chan Lin-era začátkem roku 1367 se Ču snažil vymýtit z oficiálních dokumentů své spojení se sungským režimem a Rudými turbany. Potlačoval i víru Bílého lotosu, v pozici státní ideologie ji nahradil neokonfucianismem.
Začátkem roku 1368 Ču změnil název svého státu z Wu na Ming, prohlásil se císařem a pokusil se dobýt celé jüanské impérium. Do roku 1371 pod svou vládou sjednotil Čínu. Pokus o dobytí Mongolska zmařily porážky mingské armády roku 1372. Poté v Číně zavládla éra stabilizace a prosperity.